# 小塚歩
小塚 歩（こづか あゆむ、1979年9月19日 - ）は、青森県青森市出身のラジオNIKKEIのアナウンサー。

## 経歴
小さいころからしゃべることや笑わせることが大好きで、『全国高等学校クイズ選手権』（高校生クイズ）での福澤朗に憧れてアナウンサーを目指す（第17回の東北大会準決勝のVTRで、この回全国優勝した弘前高校チームの右隣に小塚率いる青森高校チームを確認できる）。横浜国立大学卒業後、2002年に仙台放送に入社。『ヨジテレビ!』などのレポーターなどを担当していた。
その後競馬中継をやりたいという理由で、2005年4月にラジオNIKKEIへ移籍した。2006年に正社員登用された。
競馬実況は、2006年5月13日と14日に、中央競馬実況中継や、地方競馬情報番組『競馬インパクト』で放送された羽田盃（2006年5月10日 大井競馬場）でデビュー。中央競馬では2006年7月1日、福島競馬場の第1競走の実況が最初となった。その後、しばらくは前半実況のみだったが、2007年8月25日の新潟競馬場で後半実況デビューとなる（本来は8月18日の札幌競馬場で後半実況デビューするはずだったが、馬インフルエンザによる開催中止により1週先送りとなった）。2009年3月28日に、ドバイゴールデンシャヒーン（ドバイ・ナドアルシバ競馬場）でG1レース初実況を行い、同年12月20日に国内G1レース（朝日杯フューチュリティステークス）の初実況を行った。国内より先に国外のG1レースを実況するのは極めてまれなケースである。さらに2011年から2013年までは、春のグランプリ・宝塚記念を実況している。
2010年2月1日付で、中野雷太と交替する形で大阪支社に異動した。
2013年4月より、大関隼と入れ替わりで東京本社に復帰。2017年1月5日にタレント・リポーターの山本愛子と入籍をした。 
2018年10月の3日間開催の時、佐藤泉の体調不良で実況ができなくなったためジョッキーベイビーズを含む合計31レース分実況したこともあった。
2018年の年度代表馬・アーモンドアイが制した3歳牝馬三冠（桜花賞、オークス、秋華賞）とジャパンカップの実況を担当。2020年からは中野雷太に代わり皐月賞と日本ダービー、菊花賞と牡馬クラシック三冠の実況を担当。2020年は皐月賞、日本ダービー、菊花賞ともにコントレイルが制覇し、父であるディープインパクト同様無敗での牡馬クラシック三冠達成の瞬間に立ち会った。但し皐月賞と日本ダービーは新型コロナウイルス感染拡大に伴う緊急事態宣言発令の影響で無観客で行われた。
2021年4月よりスポーツ情報部　担当部長に就任する。
2022年4月放送開始のテレビアニメ『群青のファンファーレ』では、実況アナウンサー役として声優デビューを果たした。また、2024年には自身初となる有馬記念の実況を担当した。

## その他
ラジオNIKKEI後輩アナウンサーの山本直と声が酷似している。
Nintendo Switch向けの競馬シミュレーションゲームダービースタリオンの実況を担当した。

## 学歴
- 青森市立浜館小学校
- 青森市立戸山中学校
- 青森県立青森高等学校
- 横浜国立大学経済学部国際経済学科
  - 鹿児島テレビ放送アナウンサーの上片平健は同期生。

## 現在の担当番組
- 中央競馬実況中継（実況および進行　関東在籍時は原則第1、関西在籍時は第2）
- 競馬が好きだ!
- 聴く日経（毎週月曜日担当、2013年5月 - 、2008年5月 - 2010年1月は毎週火曜日担当）
- 日経電子版NEWS
- 小塚アナの褒めタイム！
- BSイレブン競馬中継（JRA競馬中継）・うまナビ!イレブン（BS11、小林雅巳・木和田篤・大関隼・山本直と交代で出演）

## 過去の出演番組
- 競馬LIVEへGO! (2007年4月1日 - 2010年2月6日)
- 金曜アナライズド (2012年4月6日 - 2013年3月29日)
- 30さいじらじお　俺たちは○○じゃねえ!（『日曜企画工房』第4日曜日放送）
- バンダイナムコゲームスPodcastingマガジン
- 渡辺和昭のしゃべってしゃべって60分（祝日特別番組）
- パ・リーグラジオ
- 野尻美江子のマネー入門
- 競馬インパクト
- ラジオNIKKEI☆ナビ
- うまきんIII
- 「群青のファンファーレ」放送直前スペシャル 〜競馬学校入学案内〜（2022年3月26日） ナレーション担当
- アニメ・群青のファンファーレ（第3話・競馬学校騎手課程生徒が東京競馬場でのレース見学をする際の日本ダービーをはじめ、劇中におけるレースでの場内実況役）
- ヨドバシカメラ・ラジオCM（出店地域の民放ラジオ局で放送、大関隼と交互出演）

## 仙台放送在籍時の担当番組
- FNN仙台放送NEWS
- ヨジテレビ!（リポーター）
- たきたて!みやぎDON
- 東日本女子駅伝（福島テレビ制作、2004年の第4中継所を担当）

## 競馬GI実況履歴
中央競馬
- 高松宮記念（2011年、2014年 - 2015年）
- 桜花賞（2017年[9] - 2019年）
- 皐月賞（2020年 - 2024年）
- 天皇賞（春）（2016年）[10]
- 優駿牝馬（2017年[11] - 2019年）
- 東京優駿（2020年[3] - ）
- 安田記念（2013年、2015年[12]）
- 宝塚記念（2011年 - 2013年、2016年[13]）
- スプリンターズステークス（2014年 - 2016年）[14]
- 秋華賞（2017年 - 2019年）[15]
- 菊花賞（2020年 - 2023年）
- エリザベス女王杯（2017年[16]）
- マイルチャンピオンシップ（2010年 - 2013年、2015年 - 2016年）
- ジャパンカップ（2018年[17] - 2019年）
- ジャパンカップダート（2011年 - 2012年）
- 朝日杯フューチュリティステークス（2009年）
- 中山大障害（2018年、2020年）
- 有馬記念（2024年）
- ホープフルステークス（2019年 - 2023年）

社名競走
- ラジオNIKKEI賞（2019年 - ）
- ラジオNIKKEI杯京都2歳ステークス（2020年 - 2022年、2024年）

地方競馬
- 帝王賞（2019年）
- ジャパンダートダービー（2020年）